# Brontomerus
Brontomerus ("hřmotné stehno") byl rod středně velkého sauropodního dinosaura, jehož fosilie byly objeveny v polovině 90. let minulého století na území Utahu (USA).

## Popis
Dinosaurus žil v období spodní křídy (geologické věky apt až alb), asi před 115 až 110 miliony let (geologické souvrství Cedar Mountain). Měřil na délku kolem 14 metrů a vážil asi 6 tun. Druhý objevený jedinec bylo mládě o délce asi 4,5 metru a hmotnosti kolem 200 kilogramů.
Typový druh B. mcintoshi byl popsán v únoru roku 2011 Michaelem P. Taylorem a jeho kolegy, druhové jméno je poctou americkému odborníkovi na sauropody, Johnu McIntoshovi. Sauropod měl velké plochy pro upnutí svalů, umožňujících vytáčet zadní nohy laterálním směrem (do stran). Byl tedy možná schopen silných kopů při soubojích nebo obraně před predátory.